# Bernard Victorri
Bernard Victorri (Béni Saf, 9 de outubro de 1946) é um linguista francês, diretor de pesquisa do Centre national de la recherche scientifique (CNRS).

## Biografia

### Juventude
Nascido em 9 de outubro de 1946 em Béni Saf, filho de pais pied-noir de origem espanhola. Seu pai era formado em Direito e foi professor e depois diretor de escola. Foi também ativista de esquerda, sindicalista, então prefeito de sua aldeia, onde substituiu seu pai. Sua mãe era carteiro antes de se tornar professora.
Em 1961, desde que o seu pai foi ameaçado pela Organisation Armée Secrète por suas posições contra a Argélia francesa (vários ataques contra ele falharam), os seus pais enviaram-no para Paris para estudar.

### Carreira acadêmica
Bernard Victorri foi aluno do linguista Antoine Culioli. Graduou-se na École Normale Supérieure, da turma científica de 1966.
É especialista em modelagem semântica e redes conexionistas. Trabalhou em particular no laboratório ELSAP em Caen, no laboratório DDL em Lyon e no laboratório LATTICE em Montrouge. É professor emérito da Universidade Paris-Nanterre.
Participou nos artigos da Encyclopædia Universalis, tendo escrito o intitulado Origine des langues et du langage, bem como o intitulado Modèle, em colaboração com Raymond Boudon.
Publicou no Le Monde em 13 de março de 2020 uma homenagem ao jornalista e matemático Pierre Audibert, falecido em 6 de março de 2020.

## Publicações
- L'ambiguïté et la paraphrase: opérations linguistiques, processus cognitifs, traitements automatisés, com Salah Mejri, Presses universitaires de Caen, 1988.
- Linguistique et traitements automatiques des langues, com Catherine Fuchs et Anne Lacheret-Dujour, Hachette Supérieur, 1993.
- Continuity in linguistic semantics, com Catherine Fuchs, Amsterdam, Benjamins, 1994.
- La polysémie, construction dynamique du sens, com Catherine Fuchs, Hermès, 1996.
- Les mystères de l'émergence du langage, in: Jean-Marie Hombert, Aux origines des langues et du langage, Librairie Arthème Fayard, 2005.
- Les origines du langage, com Pascal Picq e Jean-Louis Dessalles, Éditions Le Pommier, 2006.
- L'archéologie cognitive, techniques, modes de communication, mentalités, com René Treuil, Paris, Maison des Sciences de l'Homme, 2019.